# Riksadvokat

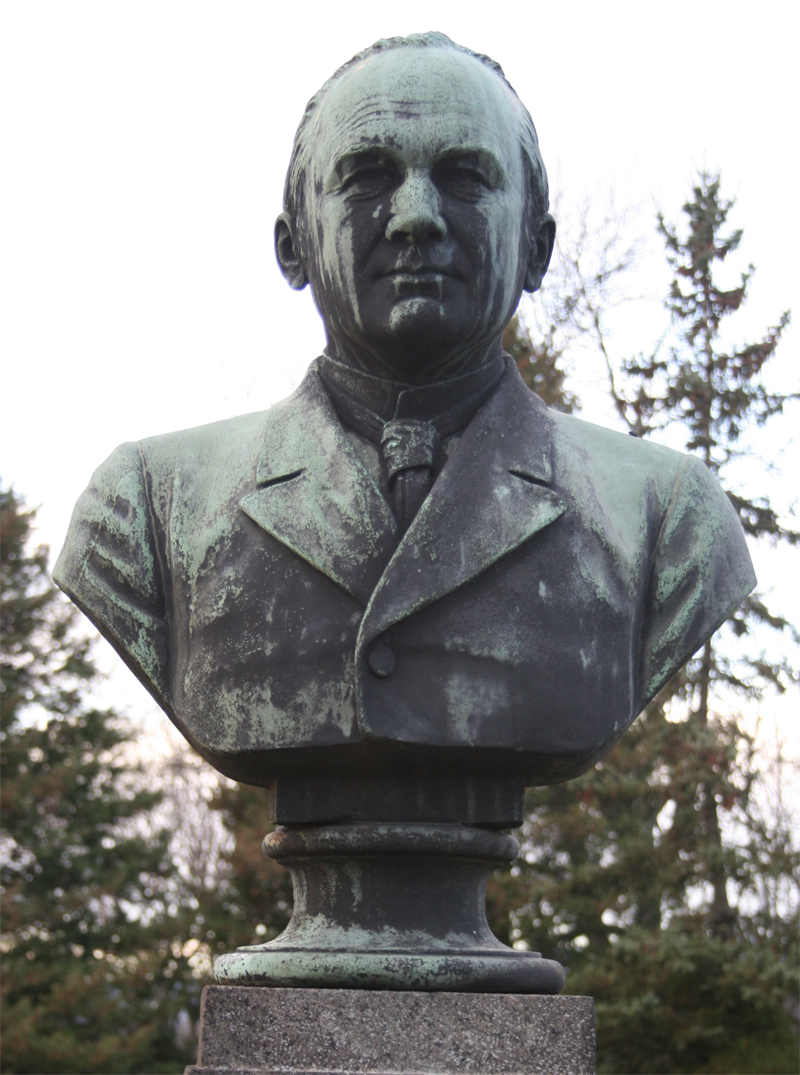
Bernhard Getz, Riksadvokat 1889–1901

Der Riksadvokat (dt. Reichsanwalt oder Reichsadvokat) ist der oberste Leiter der Strafverfolgungsbehörden in Norwegen.

## Funktion
Der Riksadvokat ist der oberste Leiter sämtlicher Strafverfolgungsbehörden des Landes. Um Riksadvokat werden zu können, ist das juristische Staatsexamen oder ein Masterabschluss in Rechtswissenschaft nötig. In Strafsachen, die mit bis zu 21 Jahren oder mehr Gefängnis bestraft werden können, ist der Riksadvokat die einzige Instanz, die Anklage erheben darf. In weniger schwerwiegenden Fällen wird die Anklage von Staatsanwälten (norwegisch statsadvokat) oder der Polizei erhoben. Des Weiteren ist der Riksadvokat die Berufungsinstanz für Anklagen, die von regionalen oder nationalen Staatsanwälten, Økokrim oder der Spezialeinheit für Polizeistrafsachen (Spesialenheten for politisaker) erhoben worden sind. Der Riksadvokat ist weisungsunabhängig. Die gesetzlichen Rahmen für sein Handeln werden ihm vom Nationalparlament Storting gegeben.
Im Stab des Riksadvokats befinden sich unter anderem der stellvertretende Riksadvokat (assisterende riksadvokat) sowie Staatsanwälte. Der Stab unterstützt den Riksadvokaten bei der Vorbereitung von Anklagen und bei der Kontrolle der Staatsanwälte. Am Obersten Gerichtshof von Norwegen (Norges Høyesterett) kann der Riksadvokat von Mitgliedern seines Stabs vertreten werden. Es ist zudem möglich, dass der Riksadvokat andere Staatsanwälte als seine Vertreter ernennt.
Der Riksadvokat kann jährlich festlegen, welche Strafsachen die Strafverfolgungsbehörden des Landes priorisieren sollen.

## Reichsanwälte
- 1889–1901 Bernhard Getz (1850–1901)
- 1901–1904 Johan Blackstad (1832–1904)
- 1906–1911 Harald Smedal (1859–1911)
- 1911–1929 Peder Kjerschow (1857–1944)
- 1929–1940 Haakon Ragnvald Olsen Sund (1873–1965)
- 1941–1945 (geschäftsführend) Jørgen Nordvik (1895–1977)
- 1945–1946 Sven Arntzen (1897–1976)
- 1946–1967 Andreas Aulie (1897–1990)
- 1968–1979 Lauritz Dorenfeldt (1909–1997)
- 1979–1986 Magnar Flornes (1928–1986)
- 1986–1997 Georg Fredrik Rieber-Mohn (1945–)
- 1997–2019 Tor-Aksel Busch (1950–)
- seit 2019 Jørn Sigurd Maurud (1960–)